# Liriomyza centaureae
Liriomyza centaureae este o specie de muște din genul Liriomyza, familia Agromyzidae, descrisă de Erich Martin Hering în anul 1927.
Este endemică în Germania. Conform Catalogue of Life specia Liriomyza centaureae nu are subspecii cunoscute.